# 皮亚特尼茨科耶 (别尔哥罗德州)
皮亚特尼茨科耶（Module:Lang第1520行Lua错误：attempt to call method 'gsub' (a nil value)），是俄罗斯别尔哥罗德州的市级镇，属沃洛科诺夫卡区，位于顿河流域内奥斯科尔河畔，北距新奥斯科尔市38（24英里）。
2021年有人口4,038人；2010年人口4,536；2002年人口4,793；1989年人口4,528。